# أوزان (خدا أفرين)
أوزان هي قرية في مقاطعة خدا أفرين، إيران. عدد سكان هذه القرية هو 308 في سنة 2006.